# Fichier des personnes décédées
Le fichier des personnes décédées est un fichier informatique français géré par l'Institut national de la statistique et des études économiques (Insee). Il identifie les personnes décédées en France depuis les années 1970.

## Description
Le fichier contient pour chaque personne enregistrée :
- nom et prénoms ;
- sexe : 1 pour les hommes, 2 pour les femmes ;
- date de naissance ;
- lieu de naissance :
  - code de lieu selon le Code officiel géographique en vigueur lors de la prise en compte du décès,
  - commune,
  - pays, département d'outre-mer, territoire d'outre-mer ou collectivité d'outre-mer ;
- date de décès ;
- code du lieu de décès, selon le Code officiel géographique en vigueur lors de la prise en compte du décès ;
- numéro d'acte de décès propre à chaque commune.

Il est constitué à partir des actes de décès rédigés dans chaque commune et transmis à l'Insee.

## MatchID

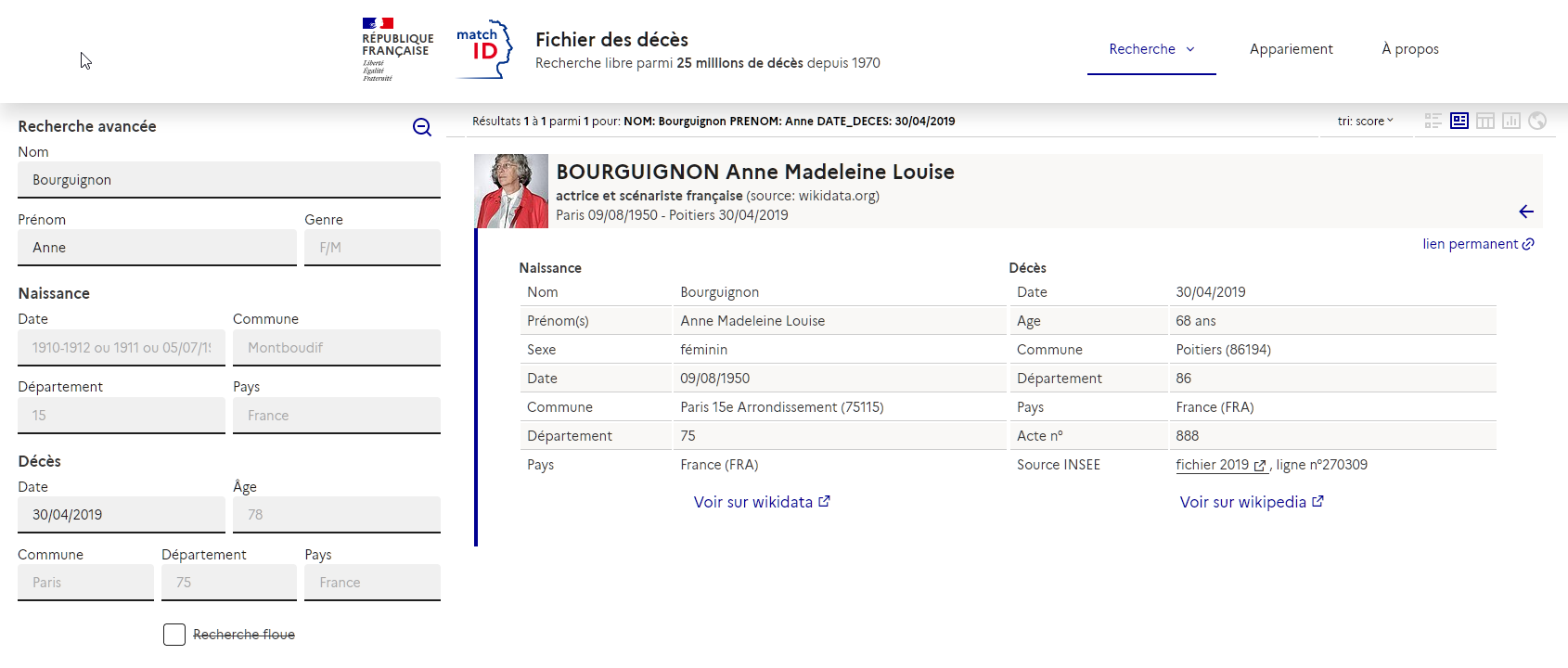
Exemple d’écran du logiciel open source MatchID en LGPL 3.0 reprenant les données de Wikidata (photo, court résumé) et ajoutant deux liens, l'un vers Wikidata et l'autre vers Wikipédia pour l'actrice Anémone.

Un outil librement accessible développé en open source et publié sous licence LGPL 3.0 permet d’interroger sur le Web le fichier national des personnes décédées et d’effectuer des recherches précises ou floues. Si la personne possède un élément sur Wikidata et éventuellement un article sur Wikipédia, seront présents sur sa fiche des liens pointant vers son élément sur Wikidata et éventuellement son article sur Wikipédia. De plus, un très court résumé et/ou la photographie présents sur l'élément Wikidata seront reproduits sur la fiche MatchID, le tout grâce à un identifiant unique de douze caractères nommé permalien ou identifiant MatchID (identifiant Fichier des personnes décédées - deces.matchid.io), créé par MatchID grâce à un hachage de l'enregistrement complet de la personne décédée fourni par l'INSEE et indiqué dans Wikidata.

## Publication
Jusqu'au 31 octobre 2018, l'Insee mettait à disposition des généalogistes professionnels le fichier dans le cadre d'une réutilisation payante (pour environ 7 000 € par an jusqu'en 2017, puis gratuitement). La consultation du fichier des personnes décédées est de plus nécessaire dans les secteurs financier, fiscal et douanier (comptes et coffres-forts inactifs, assurance-vie, etc.) jusqu'à la clôture des dossiers hospitaliers des patients décédés. L'institut tient une base de données des décès pour l'Association pour la gestion des informations sur le risque en assurance et la consultation du répertoire national d'identification des personnes physiques (RNIPP) est permise dans certains cas pour rechercher des personnes décédées.
À la suite de la saisine le 14 juin 2018 à la Commission d'accès aux documents administratifs d'une femme s'étant vu refuser l'accès au fichier par l'Insee, la commission rend un avis le 17 mai 2019, favorable à la publication en ligne du fichier. Il s'agit en effet d'un document administratif ne comportant pas de données personnelles (les personnes étant mortes), donc pouvant être diffusé.
L'Insee diffuse donc le fichier en ligne sous licence ouverte à partir de la fin de l'année 2019 : d'abord l'année 2018 et l'année 2019 en cours, en octobre 2019, puis l'intégralité du fichier (à partir de 1970) le 5 décembre 2019.